# Azorinus chamasolen
Azorinus chamasolen är en musselart som först beskrevs av da Costa 1778.  Azorinus chamasolen ingår i släktet Azorinus, och familjen Solecurtidae. Det är osäkert om arten förekommer i Sverige.